# Cerceis trispinosa
Cerceis trispinosa är en kräftdjursart som först beskrevs av William Aitcheson Haswell 1882.  Cerceis trispinosa ingår i släktet Cerceis och familjen klotkräftor.
Artens utbredningsområde är havet kring Nya Zeeland. Inga underarter finns listade i Catalogue of Life.